# 吉本球果尺蛾
吉本球果尺蛾（学名：Eupithecia yoshimotoi）为尺蛾科球果尺蛾屬下的一个种。